# Mananoligosaharid
Mananoligosaharid (MOS) i suplementi bazirani na njemu su u širokoj upotrebi kao prehrambeni aditivi. Poznato je da MOS poboljšava gastrointestinalno zdravlje, kao i sveukupno zdravlje. Većina MOS proizvoda je izvedena iz ćelijskih zidova kvasca Saccharomyces cerevisiae.
Inicijalni interest u upotrebi MOS-a za zaštitu stomaka se javio tokom kasnih 1980-tih. U to vreme istraživači su izučavali sposobnost manoze, čiste verzije kompleksnog šećera u MOS-u, da inhibira infekcije salmonele. Različite studije su pokazale da salmonela može da se veže za manozu, i da se time redukuje rizik od kolonizacije intestinalnog trakta patogenom. Različite forme manoznih šećera formiraju različite interakcije sa bakterijom. Forma prisutna u ćelijskom zidu Saccharomyces cerevisiae (α-1,3 i α-1,6 razgranati manani) je posebno efektivna u vezivanju patogena. Na bazi tih podataka, Njuman et al. su istraživali dejstvo MOS-a kod teladi i ustanovili poboljšanu performancu.